# Scénith d'Albi
Le Scénith d'Albi est une salle de spectacle située dans la commune du Séquestre dans la Communauté d'agglomération de l'Albigeois, à proximité de la RN 88. Il est desservi par la rocade (sortie 14), et des transports en commun LibéA (Arrêt : Parc des Expos) et de l'aire de covoiturage du Séquestre. Il peut accueillir jusqu’à 4500 spectateurs grâce à l'emploi de gradins amovibles et rétractables.

## Liste des artistes et humoristes qui ont joué au Scénith
- Patrick Bruel
- Francis Cabrel
- Nicolas Canteloup
- Chevaliers du Fiel
- Julien Clerc
- Jacques Dutronc
- Florence Foresti
- Chevallier et Laspalès
- Corneille
- Gérald de Palmas
- Franck Dubosc
- Patrick Fiori
- Liane Foly
- Laurent Gerra
- Michaël Gregorio
- Indochine
- Keen'v
- Kyo
- Serge Lama
- Marc Lavoine
- Magic System
- Mimie Mathy
- Messmer
- Eddy Mitchell
- Linda Lemay
- Pascal Obispo
- Jeff Panacloc
- Inès Reg
- Muriel Robin
- Anne Roumanoff
- Stéphane Rousseau
- Sexion d'Assaut
- Sinsemilia
- Alain Souchon
- Michael Youn